# 324 Bamberga

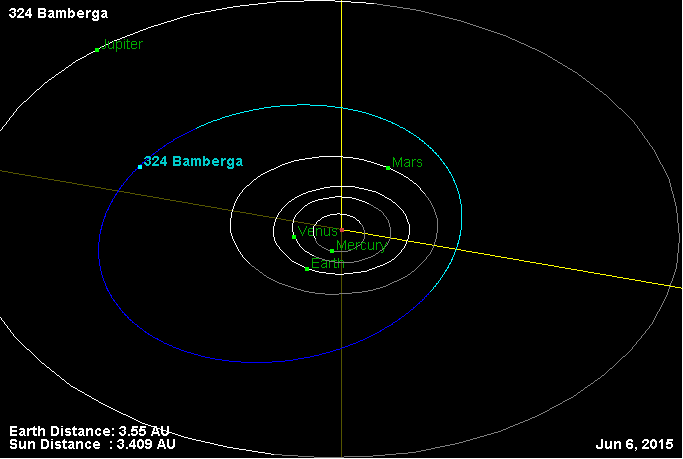
324 Bamberga

324 Bamberga eller A892 DA är den 16:e största asteroiden i asteroidbältet. Den upptäcktes av den österrikiske astronomen Johann Palisa den 25 februari 1892 i Wien, vilket gör den till en av de sista stora asteroiderna (>200 km) som upptäckts. Bortsett från den jordnära asteroiden Eros, är detta den sist upptäckta asteroiden som någon gång är synlig med en kikare.
Dess excentricitet gör att dess magnitud vid opposition varierar stort. Vid sällsynta tillfällen då opposition sammanfaller med perihelium kan den skenbara magnituden nå +8,0, vilket är lika ljust som Saturnus måne Titan. Sådana när-perihelie-oppositioner inträffar en gång på 22 år, senast 2013 och dessförinnan 1991. Vid dessa tillfällen är Bamberga den ljusaste asteroiden av spektralklass C, ungefär en magnitud ljusare än 10 Hygiea som når magnitud +9,1 när den är som ljusast. Vid sådana oppositioner kommer Bamberga så nära Jorden som 0,78 AU. Som en jämförelse kommer aldrig 7 Iris närmare än 0,85 AU och 4 Vesta aldrig närmare än 1,13 AU då den är synlig för blotta ögat i en atmosfär fri från ljusföroreningar.
Sammantaget är Bamberga den tionde ljusaste asteroiden i asteroidbältet efter i tur och ordning Vesta, Pallas, Ceres, Iris, Hebe, Juno, Melpomene, Eunomia och Flora. På grund av den höga excentriciteten kommer dock många andra asteroider att vara ljusare vid de flesta oppositioner.
Den har en ovanligt lång rotationstid bland de stora asteroiderna. Dess spektralklass är ett mellanting mellan C och P.
En ockultation observerades 8 december 1987 vilket gav en diameter på 228 kilometer, vilket överensstämmer med IRAS resultat.
Asteroiden har fått sitt namn efter den tyska staden Bamberg.

## Bamberga inom fiktion
I Arkadij och Boris Strugatskijs bok Стажёры (eng: Space Apprentice) från 1962 finns det en gruva på Bamberga.